# STAR (99RadioServiceの曲)
「STAR」（スター）は、日本のロックバンド・99RadioServiceの楽曲。同バンド3枚目のシングルとして2013年3月6日に発売された。発売元はバップ。

## 概要
日本テレビ系アニメ『ちはやふる2』のオープニングテーマとして書き下ろされた楽曲。同アニメ第1期のオープニングテーマ「YOUTHFUL」に引き続き、99RadioServiceが起用されることとなった。なお、約6年後、メジャー契約解消後の2019年に放送された同アニメ第3期のオープニングテーマ「COLORFUL」も99RadioServiceが担当している。
「STAR」は爽やかで疾走感のあふれるギターポップ。第1期オープニングテーマ「YOUTHFUL」と同様に『ちはやふる』で描かれている「高校時代・青春」に合わせた歌詞となっており、同じ夢を持つ仲間の心に少しずつ近づいていく青春を描いている。カップリングの「カモミール」はロック色を前面に押し出した曲調に仕上がっている。
2013年3月6日の発売に先駆けて、アニメ放送開始の同年1月11日より70秒のTV size版の「STAR」が各種音楽配信サービスで先行配信された。このTV size版は同年3月20日発売の『ちはやふる2 オリジナル・サウンドトラック』にも収録された。
「STAR」はミュージックビデオ（MV）が制作されており、『1』収録曲「follow her dog」以来2度目のタッグとなる白承坤がディレクターを担当。間奏シーンではストップモーションが取り入れられている。初回限定盤にはDVDが付属し、このMVに加え、第1期オープニングテーマ「YOUTHFUL」のMVも収録。更に、アニメの第1期と第2期のノンクレジットオープニング映像が収録された。また、通常盤・限定盤ともに初回盤にはアルバム『3』との連動・抽選特典応募券が封入された。

## 収録曲

### CD
| #         | タイトル                                               | 作詞          | 作曲          | 編曲                   | 時間  |
| --------- | ------------------------------------------------------ | ------------- | ------------- | ---------------------- | ----- |
| 1.        | 「STAR」(NTV系アニメ『ちはやふる2』オープニングテーマ) | 竹平太        | Ko-ta、Ko-hey | 99RadioService、竹内修 | 4:01  |
| 2.        | 「カモミール」                                         | Ko-ta、Ko-hey | Ko-ta、Ko-hey | 99RadioService         | 4:13  |
| 3.        | 「STAR -instrumental-」                                | 竹平太        | Ko-ta、Ko-hey | 99RadioService、竹内修 | 4:03  |
| 4.        | 「カモミール -instrumental-」                          | Ko-ta、Ko-hey | Ko-ta、Ko-hey | 99RadioService         | 4:10  |
| 合計時間: | 合計時間:                                              | 合計時間:     | 合計時間:     | 合計時間:              | 12:27 |

### DVD（初回限定盤のみ）
| #  | タイトル                         | 作詞 | 作曲・編曲 |
| -- | -------------------------------- | ---- | ---------- |
| 1. | 「ちはやふる オープニング映像」  |      |            |
| 2. | 「ちはやふる2 オープニング映像」 |      |            |
| 3. | 「YOUTHFUL Music Video」         |      |            |
| 4. | 「STAR Music Video」             |      |            |

## カバー
- 道明寺歌鈴（新田ひより）、浜口あやめ（田澤茉純）、脇山珠美（嘉山未紗） - ゲーム『アイドルマスター シンデレラガールズ スターライトステージ』収録曲として2020年1月10日に追加[6]。同年7月15日発売の『THE IDOLM@STER CINDERELLA GIRLS STARLIGHT MASTER 40 バベル』に収録[7]。競技かるたを舞台とした『ちはやふる』のオープニングテーマであったこともあり、歌唱担当キャラクターはゲーム内で和風曲を歌っているユニット「可惜夜月」である[8]。